# Juan Carvajal
Juan Carvajal (Trujillo, c. 1400 — Roma, 6 de dezembro de 1469) foi um religioso, bispo, cardeal, jurista e diplomata espanhol.

## Biografia
Nasceu em uma família ilustre. Parente do Cardeal Bernardino López de Carvajal (1493). Seu sobrenome também é listado como Carvagial. Ele era chamado de Cardeal de S. Angelo ou de Plasencia. Estudou na Universidade de Salamanca; obteve o bacharelado in utroque iure, tanto em direito canônico quanto civil, em 1430; licenciou-se em 1436.
Clérigo da diocese de Ávila. Obteve cânones em igrejas das dioceses de Ávila e Salamanca. Decano do capítulo da catedral de Astorga em 1433. Abade da igreja colegiada de Santa Marí de Husillos, Plasencia em 2 de maio de 1436. Em 2 de janeiro de 1438, o Papa Eugênio IV concedeu-lhe benefícios especiais nas dioceses de León e Palência. Poucos meses depois, ele entrou no Tribunal da Sagrada Rota Romana como auditor do Palácio Apostólico, nomeado a pedido do Rei João II de Castela. Clérigo da Câmara Apostólica. Ele se tornou ligado aos Cardeais Juan Cervantes, Domingo Ram e Alfonso Carillo. Sob o Papa Martinho V, Carvajal serviu como Governador da Cidade de Roma.
Legado do Papa Eugênio IV no Concílio de Basileia. Foi designado para trabalhar com Juan de Torquemada, OP, então Mestre do Palácio Sagrado, para neutralizar o cisma em Basileia. Ao longo dos anos seguintes, também trabalhou com o cardeal Nicolau de Cusa. Legado da Dieta de Mainz em 1440. Sua carreira diplomática começou com embaixadas em Florença em 1438, Veneza em 1439 e Siena em 1440. Como legado do Papa Eugênio IV e presidindo a missão papal contra o Concílio de Basileia, ele participou das Dietas Alemãs em Mainz em 2 de fevereiro de 1441; Frankfurt em 1º de novembro de 1441 e 15 de abril de 1442; Nuremberg em 1º de agosto de 1444; Frankfurt novamente em 24 de junho de 1445 e 14 de setembro de 1446, onde foi com Tommaso Parentucelli e eles foram muito bem-sucedidos.
Eleito bispo de Coria em 11 de outubro de 1443; não tomou posse da sé. Nomeado auditor geral da Câmara Apostólica, 20 de dezembro de 1445. Transferido para a sé de Plasencia, 10 de agosto de 1446; ocupou a sé até sua morte. Criado cardeal-diácono no consistório de 16 de dezembro de 1446; entrou em Roma em 16 de dezembro e recebeu o chapéu vermelho e a diaconia de S. Angelo em Pescheria no mesmo dia. Esteve ausente de Roma em 21 de fevereiro de 1447. Participou do conclave de 1447, que elegeu o Papa Nicolau V. Assistiu à coroação do novo papa em 9 de março de 1447. Nomeado legado na Alemanha e na Boêmia em 27 de março de 1447; deixou Roma em 15 de setembro seguinte; esteve em Viena em 19 de janeiro de 1448; em 17 de fevereiro, assinou a Concordata de Viena com o Rei Frederico IV que o papa ratificou em 19 de março seguinte. Em 5 de abril, o cardeal foi para a Boêmia como legado para a reconciliação, mas não obteve sucesso. Em 6 de junho, ele retornou à Hungria como legado.
Carvajal mediou entre o arcebispo de Colônia e o duque de Clèves em 1448-1449. Ele retornou a Roma em abril de 1449. O próprio papa lhe concedeu a comenda do mosteiro cisterciense de Monreruela, diocese de Zamora, em 16 de junho; ocupou o posto até sua morte. Durante sua estadia em Roma de 1450 a 1454, ele foi enviado a Florença, Veneza e Milão para ativar a cruzada contra os turcos. Participou do consistório secreto de 27 de outubro de 1451 em Roma. Em 17 de janeiro de 1452, o Papa Nicolau V enviou Carvajal e o Cardeal Filippo Calandrini a Florença para saudar o Imperador Frederico; conheceu o imperador em 4 de fevereiro; compareceu à coroação do imperador em Roma pelo papa em 19 de março de 1452; acompanhou o imperador até a fronteira dos Estados Pontifícios no dia 26 de abril seguinte. Nomeado legado perante o duque de Milão; deixou Roma em 20 de julho de 1453. Participou do conclave de 1455, que elegeu o Papa Calisto III. Nomeado legado na Alemanha, Hungria e Polônia pelo novo Papa, que lhe deu a cruz legatina na basílica patriarcal do Vaticano em 8 de setembro de 1455; deixou Roma em 25 de setembro, após um consistório secreto; chegou a Wiener-Neustadt em novembro; depois, foi para Viena e Budapeste, onde celebrou a dieta húngara em 6 de fevereiro de 1456; contribuiu para a vitória de Belgrado sobre os turcos em 22 de julho de 1456; foi para a Bósnia em junho de 1457; esteve em Frankfurt em 1º de agosto e defendeu o papa; em 12 de agosto, recebeu as felicitações da República de Veneza; o cardeal retornou à Hungria, onde o papa lhe escreveu em novembro de 1457; em 20 de março de 1458, de Ofen, ele escreveu para parabenizar o novo rei da Boêmia, Jiří z Poděbrad (George de Kunštát e Podebrady), a quem ele fez ser sagrado e coroado por dois bispos húngaros em 6 de maio de 1458.
O Cardeal de Plasencia não participou do conclave de 1458, que elegeu o Papa Pio II, de quem era amigo; o novo Papa o confirmou em sua legação e escreveu a ele em 26 de janeiro de 1459 e no dia 11 de junho seguinte; ele retornou a Roma em 30 de setembro de 1461, após seis anos defendendo a fé. Nomeado bispo de Porto e Santa Rufina em 26 de outubro de 1461; ele manteve sua diaconia de S. Angelo em Pescheria in commendam até sua morte. Compareceu, com o papa, à festa de Corpus Christi em Viterbo em 1462. Nomeado novamente legado na Hungria; teve o tratado de Wierner-Neustadt assinado em 24 de julho de 1463 em favor do rei Mattias Corvin e dos Habsburgos. Apoiou os projetos do Papa Pio II para uma cruzada contra os turcos. Ele recebeu o título de Protetor dos Húngaros. Enviado pelo papa a Ancona em junho de 1464 para supervisionar o embarque dos cruzados.
Participou do conclave de 1464, que elegeu o Papa Paulo II. Nomeado um dos comissários gerais da cruzada em novembro de 1464. Em agosto de 1465, foi nomeado membro da comissão encarregada de julgar o herege Rei Jiří z Poděbrad da Boêmia; em setembro de 1466, ele refutou um manifesto publicado em favor do rei; o papa condenou o rei em 23 de dezembro. Nomeado legado em Veneza em 30 de julho de 1466; partiu de Roma em 20 de agosto, após a celebração de um consistório; retornou à cidade em 17 de setembro de 1467, após cumprir com sucesso sua missão de formar uma liga de estados italianos para cobrir as despesas de uma cruzada. O cardeal foi nomeado Administrador da sé de Zamora, 30 de outubro de 1467; ocupou o cargo até 1468. Camerlengo do Sacro Colégio dos Cardeais, 11 de janeiro de 1469 até sua morte. Fundou uma escola em Salamanca e mandou construir uma ponte sobre o rio Tejo perto de Plasencia. Foi chamado infatigável e incorruptível.

Cardeal Juan Carvajal faleceu em Roma e foi enterrado perto de sua residência, na igreja de S. Marcello, em um túmulo de mármore com um epitáfio composto pelo Cardeal Bessarion: Hic anima Petrus, pectore Cæsar erat (Um Pedro em espírito, um César em coragem).